# Sauvez le Neptune
Pour plus de détails, voir Fiche technique et Distribution.
Sauvez le Neptune (titre original : Gray Lady Down) est un film américain réalisé par David Greene et sorti en 1978.

## Synopsis
Après avoir percuté un cargo, le sous-marin nucléaire Neptune sombre lentement dans la mer. Le capitaine Blanchard et son équipage sont indemnes mais il ne leur reste plus que 48 heures d'oxygène. Le ministère de la Marine tente désespérément de leur porter secours...

## Fiche technique
- Titre original : Gray Lady Down
- Réalisation : David Greene
- Scénario et adaptation : James Whittaker, Howard Sackler et Frank P. Rosenberg d'après le roman de David Lavallee
- Directeur de la photographie : Stevan Larner
- Montage : Robert Swink
- Musique : Jerry Fielding
- Décors : William Tuntke
- Production : Walter Mirisch
- Genre : Drame
- Pays de production :  États-Unis
- Durée : 111 minutes
- Dates de sortie :
  - États-Unis : 10 mars 1978 (New York), avril 1978
  - France : 22 mars 1978
- Affiche : Macario Gómez Quibus (Espagne)

## Distribution
- Charlton Heston (VF : Raymond Loyer) : Capitaine Paul Blanchard
- David Carradine (VF : Marc de Georgi) : Capitaine Gates
- Stacy Keach (VF : Jean-Pierre Moulin) : Capitaine Bennett
- Ned Beatty (VF : Jacques Marin) : Mickey
- Stephen McHattie (VF : Dominique Paturel) : Danny Murphy
- Ronny Cox (VF : Francis Lax) : Commandant David Samuelson
- Dorian Harewood (VF : Sady Rebbot) : Fowler
- Rosemary Forsyth : Vicky Blanchard
- Hilly Hicks (VF : Tola Koukoui) : Page
- Charles Cioffi (VF : William Sabatier) : Amiral Barnes
- Jack Rader (VF : Claude Joseph) : Harkness
- Antony Ponzini : Caruso
- Michael O'Keefe (VF : Thierry Bourdon) : Harris
- Charlie Robinson : McAllister
- Christopher Reeve (VF : Bernard Tiphaine) : Lieutenant Phillips
- Melendy Britt : Liz Bennett
- Lawrason Driscoll (VF : Maurice Sarfati) : Lieutenant Bloome
- David Wilson (VF : Daniel Gall) : Hanson
- Robert Symonds : le ministre de la Marine
- Ted Gehring (VF : René Arrieu) : l'amiral dans le bureau du ministre
- Charles Cyphers (VF : Henry Djanik) : un sous-marinier calme

### Acteurs non crédités
- Michael Cavanaugh (VF : Pierre Arditi) : Pete
- Sandra de Bruin : Irma Barnes
- Robert Ito : le marin à la base
- John Stuart West : un sous-marinier
- Robert Shaw (VF : André Valmy) : Quint (extrait des Dents de la mer)

## Autour du film
Christopher Reeve fait ici ses débuts d'acteur au cinéma juste avant de connaître la consécration avec Superman (il y retrouvera d'ailleurs Ned Beatty).
Lorsqu'ils sont coincés, les sous-mariniers regardent Les dents de la mer, de Steven Spielberg, sorti en 1975.